# International Queen of Flowers
De International Queen of Flowers (Spaans: Reina Internacional de las Flores) is de winnares van de gelijknamige missverkiezing die sinds 1985 jaarlijks wordt gehouden in de Colombiaanse stad Medellín. De verkiezing maakt deel uit van het bloemenfestival Feria de las Flores in augustus.

## Winnaressen
| Jaar    | Winnares                        | Land       |
| ------- | ------------------------------- | ---------- |
| 2003    | Leanne Marie Cecile             | Canada     |
| 2002    | Johanna Cure Lemus              | Colombia   |
| 2001    | Lilián Jesús Villanueva Chan    | Mexico     |
| 2000    | Natalia Figueiras Cabezas       | Uruguay    |
| 1999    | Amaloha Elisa Méndez            | Venezuela  |
| 1998    | Raquel Itabahiana Pérez Quevedo | Peru       |
| 1994-97 | -                               | -          |
| 1993    | Teresita Yamilé Medina Vasco    | Colombia   |
| 1992    | Verónica Patricia de la Rosa    | Argentinië |
| 1990-91 | -                               | -          |
| 1989    | Mónica María Isaza Mejía        | Colombia   |
| 1986-88 | -                               | -          |
| 1985    | Andrea Beatriz López Silva      | Uruguay    |